# Glenea sexplagiata
Glenea sexplagiata é uma espécie de escaravelho da família Cerambycidae. Foi descrita por Per Olof Christopher Aurivillius em 1913. É conhecida a sua existência no Bornéu e Malásia.